# Tournoi de tennis d'Afrique du Sud
Le tournoi d'Afrique du Sud est un ancien tournoi de tennis, créé en 1891 et dont la dernière édition remonte à 2011.

## Histoire
C'est un des plus anciens tournois de tennis masculin et féminin.
En 1891, le Port Elizabeth Lawn Tennis Club assumait la fonction d'organe directeur du jeu de tennis pour l'Afrique du Sud et instituait les championnats nationaux annuels, contrôlés dès 1903 par la South African Lawn Tennis Union. Les premiers championnats officiels ont eu lieu à Port Elizabeth pour son rôle particulier dans la promotion du sport. Après 1903, les championnats tournent entre les villes de Johannesbourg, Durban, Port Elizabeth, East London, Bloemfontein, Kimberley et Pretoria. À partir de 1931, le lieu est fixé au Ellis Park de Johannesbourg. 
Traditionnellement, l'événement se déroulait pendant les vacances de Pâques jusqu'en 1973, lorsque les championnats ont été déplacés en novembre. Le premier South African Open a eu lieu en 1969.
L'événement était au plus haut dans les années 1960 et nombreux en parlaient ouvertement comme candidat possible en tant que tournoi du Grand Chelem en remplacement du Championnat d'Australie. La convergence des joueurs de haut niveau et de la surface conserva le tournoi en haute estime jusqu'au milieu des années 1970. De 1964 à 1974, les gagnants étaient également des vainqueurs effectifs ou potentiels de titres du Grand Chelem.
La politique d'apartheid de plus en plus impopulaire a été un facteur important dans le déclin de l'événement après 1974. Le retour des joueuses de haut niveau en 1984 n'a pas permis le réveil espéré de l'épreuve qui prend par après le statut ITF avec un prize money peu élevé. La dernière édition féminine eu lieu en 1990.
La première édition du tournoi masculin remonte à 1891. Il a connu plusieurs interruptions, la première entre 1900 et 1902 à cause de la Guerre des Boers, puis entre 1915 et 1919 et entre 1941 et 1945 en raison des Première et Seconde Guerre mondiale. Le tournoi s'est déroulé jusqu'en 1995. Il a été supprimé du calendrier fin 1989 à la suite d'un accord du conseil des joueurs de l'ATP pour dénoncer la politique d'apartheid, puis a été réintégré en 1992. De 1973 à 1976, est organisé un autre tournoi au printemps, faisant partie du circuit World Championship Tennis. En 1972 puis de 1977 à 1981, se déroule le Tournoi de Johannesbourg qui se voit doté de 75 000$, afin de le différencier de l'Open d'Afrique du Sud. Il a lieu fin-novembre, sauf pour l'édition de 1977 qui s'est déroulée en mars. En 1993, le tournoi a eu lieu à Durban et en 1994 à Sun City.
Sous l'impulsion du sponsor South African Airways, l'épreuve masculine renaît en février 2009 jusqu'en 2011 dans la catégorie ATP World Tour 250.

## Palmarès dames

### Simple
| No       | Date       | Nom et lieu du tournoi                          | Catégorie      | Dotation       | Surface        | Vainqueure           | Finaliste          | Score          |                |
| -------- | ---------- | ----------------------------------------------- | -------------- | -------------- | -------------- | -------------------- | ------------------ | -------------- | -------------- |
| 1        | 28-03-1966 | South African Championships, Johannesbourg      |                | NC             | Dur (ext.)     | Billie Jean King     | Margaret Smith     | 6-3, 6-2       | Tableau        |
| 2        | 13-03-1967 | South African Championships, Johannesbourg      |                | NC             | Dur (ext.)     | Billie Jean King     | Maria Bueno        | 7-5, 5-7, 6-2  | Tableau        |
| 3        | 01-04-1968 | South African Open, Johannesbourg               |                | NC             | Dur (ext.)     | Margaret Smith Court | Virginia Wade      | 6-4, 6-4       | Tableau        |
| Ère Open |            |                                                 |                |                |                |                      |                    |                |                |
| 4        | 01-04-1969 | South African Open, Johannesbourg               |                | NC             | Dur (ext.)     | Billie Jean King     | Nancy Richey       | 6-3, 6-4       | Tableau        |
| 5        | 22-03-1970 | South African Breweries Open, Johannesbourg     |                | 45 000 $       | Dur (ext.)     | Margaret Smith Court | Billie Jean King   | 6-4, 1-6, 6-3  | Tableau        |
| 6        | 05-04-1971 | South African Open, Johannesbourg               |                | NC             | Dur (ext.)     | Margaret Smith Court | Evonne Goolagong   | 6-3, 6-1       | Tableau        |
| 7        | 27-03-1972 | South African Breweries Open, Johannesbourg     |                | 15 000 $       | Dur (ext.)     | Evonne Goolagong     | Virginia Wade      | 4-6, 6-3, 6-0  | Tableau        |
| 8        | 20-11-1973 | South African Open, Johannesbourg               |                | NC             | Dur (ext.)     | Chris Evert          | Evonne Goolagong   | 6-3, 6-3       | Tableau        |
| 9        | 14-11-1974 | South African Open, Johannesbourg               |                | NC             | Dur (ext.)     | Kerry Melville       | Dianne Fromholtz   | 6-3, 7-5       | Tableau        |
| 10       | 26-11-1975 | South African Open Championships, Johannesbourg |                | NC             | Dur (ext.)     | Annette Van Zyl      | Brigitte Cuypers   | 6-3, 3-6, 6-4  | Tableau        |
| 11       | 22-11-1976 | South African Open, Johannesbourg               |                | 35 000 $       | Dur (ext.)     | Brigitte Cuypers     | Laura duPont       | 6-7, 6-4, 6-1  | Tableau        |
| 12       | 28-11-1977 | South African Open, Johannesbourg               |                | 35 000 $       | Dur (ext.)     | Linky Boshoff        | Brigitte Cuypers   | 6-4, 6-1       | Tableau        |
| 13       | 27-11-1978 | South African Open, Johannesbourg               |                | NC             | Dur (ext.)     | Brigitte Cuypers     | Linda Siegel       | 6-1, 6-0       |                |
| 14       | 26-11-1979 | South African Open, Johannesbourg               |                | 175000 $       | Dur (ext.)     | Brigitte Cuypers     | Tanya Harford      | 7-6, 6-2       | Tableau        |
| 15       | 24-11-1980 | South African Open, Johannesbourg               | [ 3 ]          | NC             | Dur (ext.)     | Lesley Charles       | Rene Uys           | 7-5, 6-4       |                |
| 16       | 23-11-1981 | South African Open, Johannesbourg               |                | NC             | Dur (ext.)     | Kathleen Horvath     | Kathy Rinaldi      | 7-6, 6-4       | Tableau        |
|          | 1982-1983  | Pas de tournoi                                  | Pas de tournoi | Pas de tournoi | Pas de tournoi | Pas de tournoi       | Pas de tournoi     | Pas de tournoi | Pas de tournoi |
| 17       | 30-04-1984 | Triumph International, Johannesbourg            | VS Tour C3     | 150 000 $      | Dur (int.)     | Chris Evert          | Andrea Jaeger      | 6-3, 6-0       | Tableau        |
|          | 1985       | Pas de tournoi                                  | Pas de tournoi | Pas de tournoi | Pas de tournoi | Pas de tournoi       | Pas de tournoi     | Pas de tournoi | Pas de tournoi |
| 18       | 17-11-1986 | South African Open, Johannesbourg               | ITF            | 25 000 $       | Dur (ext.)     | Dinky Van Rensburg   | Rene Mentz         | 6-3, 6-1       |                |
| 19       | 16-11-1987 | South African Open, Johannesbourg               | ITF            | 25 000 $       | Dur (ext.)     | Gretchen Rush        | Leslie Allen       | 6-7, 7-6, 6-4  |                |
|          | 1988-1989  | Pas de tournoi                                  | Pas de tournoi | Pas de tournoi | Pas de tournoi | Pas de tournoi       | Pas de tournoi     | Pas de tournoi | Pas de tournoi |
| 20       | 1990       | South African Open, Johannesbourg               | [ 3 ]          | NC             | NC             | Amanda Coetzer       | Dinky Van Rensburg | 6-4, 6-4       |                |

### Double
| No       | Date       | Nom et lieu du tournoi                         | Catégorie      | Dotation       | Surface        | Vainqueures                           | Finalistes                            | Score          |                |
| -------- | ---------- | ---------------------------------------------- | -------------- | -------------- | -------------- | ------------------------------------- | ------------------------------------- | -------------- | -------------- |
| 1        | 28-03-1966 | South African Championships Johannesbourg      |                | NC             | Dur (ext.)     | Margaret Smith Annette Van Zyl        | Carole Caldwell Billie Jean King      | 6-4, 6-4       | Tableau        |
| 2        | 01-04-1968 | South African Open Johannesbourg               |                | NC             | Dur (ext.)     | Annette Van Zyl Pat Walkden           | Margaret Smith Court Virginia Wade    | 0-6, 6-4, 7-5  | Tableau        |
| Ère Open |            |                                                |                |                |                |                                       |                                       |                |                |
| 3        | 01-04-1969 | South African Open Johannesbourg               |                | NC             | Dur (ext.)     | Françoise Dürr Ann Haydon-Jones       | Nancy Richey Virginia Wade            | 6-2, 3-6, 6-4  | Tableau        |
| 4        | 22-03-1970 | South African Breweries Open Johannesbourg     |                | 45 000 $       | Dur (ext.)     | Rosie Casals Billie Jean King         | Karen Krantzcke Kerry Melville        | 6-2, 6-2       | Tableau        |
| 5        | 05-04-1971 | South African Open Johannesbourg               |                | NC             | Dur (ext.)     | Margaret Smith Court Evonne Goolagong | Brenda Kirk Laura Rossouw             | 6-3, 6-2       | Tableau        |
| 6        | 27-03-1972 | South African Breweries Open Johannesbourg     |                | 15 000 $       | Dur (ext.)     | Evonne Goolagong Helen Gourlay        | Winnie Shaw Joyce Barclay             | 6-4, 6-4       | Tableau        |
| 7        | 20-11-1973 | South African Open Johannesbourg               |                | NC             | Dur (ext.)     | Linky Boshoff Ilana Kloss             | Chris Evert Virginia Wade             | 7-6, 2-6, 6-1  | Tableau        |
| 8        | 14-11-1974 | South African Open Johannesbourg               |                | NC             | Dur (ext.)     | Ilana Kloss Kerry Melville            | Margaret Smith Court Dianne Fromholtz | 6-3, 7-5       | Tableau        |
| 9        | 26-11-1975 | South African Open Championships Johannesbourg |                | NC             | Dur (ext.)     | Linky Boshoff Ilana Kloss             | Laura duPont Sharon Walsh             | 4-6, 6-3, 6-3  | Tableau        |
| 10       | 22-11-1976 | South African Open Johannesbourg               |                | 35 000 $       | Dur (ext.)     | Laura duPont Valerie Ziegenfuss       | Yvonne Vermaak Elizabeth Vlotman      | 6-1, 6-4       | Tableau        |
| 11       | 28-11-1977 | South African Open Johannesbourg               |                | 35 000 $       | Dur (ext.)     | Linky Boshoff Ilana Kloss             | Brigitte Cuypers Marise Kruger        | 5-7, 6-3, 6-3  | Tableau        |
| 12       | 27-11-1978 | South African Open Johannesbourg               |                | NC             | Dur (ext.)     | NC                                    | NC                                    | NC             |                |
| 13       | 26-11-1979 | South African Open Johannesbourg               |                | 175000 $       | Dur (ext.)     | Lesley Charles Tanya Harford          | Françoise Dürr Marise Kruger          | 6-1, 6-3       | Tableau        |
| 14       | 24-11-1980 | South African Open Johannesbourg               | [ 3 ]          | NC             | Dur (ext.)     | Susan Rollinson Jennifer Mundel       | Liz Gordon Lise Gregory               | 6-3, 6-2       |                |
| 15       | 23-11-1981 | South African Open Johannesbourg               |                | NC             | Dur (ext.)     | Beverly Mould Rene Uys                | Ilana Kloss Yvonne Vermaak            | 6-4, 1-6, 6-3  | Tableau        |
|          | 1982-1983  | Pas de tournoi                                 | Pas de tournoi | Pas de tournoi | Pas de tournoi | Pas de tournoi                        | Pas de tournoi                        | Pas de tournoi | Pas de tournoi |
| 16       | 30-04-1984 | Triumph International Johannesbourg            | VS Tour C3     | 150 000 $      | Dur (int.)     | Rosalyn Fairbank Beverly Mould        | Sandy Collins Andrea Leand            | 6-1, 6-2       | Tableau        |
|          | 1985       | Pas de tournoi                                 | Pas de tournoi | Pas de tournoi | Pas de tournoi | Pas de tournoi                        | Pas de tournoi                        | Pas de tournoi | Pas de tournoi |
| 17       | 17-11-1986 | South African Open Johannesbourg               | ITF            | 25 000 $       | Dur (ext.)     | Elna Reinach Monica Reinach           | Mary Dailey Dinky Van Rensburg        | 1-6, 6-1, 6-3  |                |
| 18       | 16-11-1987 | South African Open Johannesbourg               | ITF            | 25 000 $       | Dur (ext.)     | Barbara Gerken Beth Herr              | Mariaan de Swardt Rene Mentz          | 7-6, 6-2       |                |

## Palmarès messieurs

### Simple
| Année     | Champion                                          | Finaliste                                         | Score                                             |
| --------- | ------------------------------------------------- | ------------------------------------------------- | ------------------------------------------------- |
| 1891      | Lionel Richardson                                 | Lyndhurst Winslow                                 | 6–2, 10–8, 6–2                                    |
| 1892      | Lionel Richardson                                 | R. Davis                                          |                                                   |
| 1893      | Walter T. Edmonds                                 | Lionel Richardson                                 | 6–3, 6–3, 6–4                                     |
| 1894      | Lennox L. Giddy                                   | Walter T. Edmonds                                 | 6–1, 6–3, 6–0                                     |
| 1895      | Lennox L. Giddy                                   | Stanley Bayly                                     | 6–4, 6–3, 6–2                                     |
| 1896      | Lennox L. Giddy                                   | H.R. Eaton                                        |                                                   |
| 1897      | Lennox L. Giddy                                   | William C. Stevens                                | 8–10, 12–10, 4–6, 6–4, 6–2                        |
| 1898      | Lennox L. Giddy                                   | George C. Collins                                 |                                                   |
| 1899      | Leonard G. Heard                                  | Lennox L. Giddy                                   | 6–3, 6–2, 3–6, 6–1                                |
| 1900–1902 | Non tenu en raison de la seconde guerre des Boers | Non tenu en raison de la seconde guerre des Boers | Non tenu en raison de la seconde guerre des Boers |
| 1903      | R.W.G. Clarke                                     | H.M Steele                                        | 6–4, 6–0, 6–3                                     |
| 1904      | Percy Sherwell                                    | R.W.G. Clarke                                     | 6–3, 6–2, 6–1                                     |
| 1905      | Harold Kitson                                     | A.J. Rowan                                        | 6–1, 2–6, 6–3, 8–6                                |
| 1906      | John R. Richardson                                | Cecil E. Howard Tripp                             | 6–4, 7–5, 6–2                                     |
| 1907      | A.J. Rowan                                        | Cecil E. Howard Tripp                             | 7–5, 5–7, 1–6, 6–4, 6–3                           |
| 1908      | Harold Kitson                                     | Victor Gauntlett                                  | 6–2, 5–7, 6–2, 7–9, 6–2                           |
| 1909      | Reginald Doherty                                  | Lionel Escombe                                    | 6–3, 6–1, 6–1                                     |
| 1910      | Anthony Wilding                                   | Harold Kitson                                     | 6–0, 6–3, 6–4                                     |
| 1911      | Harold Kitson                                     | Father Kelly                                      | 6–4, 6–3, 6–2                                     |
| 1912      | George Dodd                                       | R.F. Le Sueur                                     | 6–1, 4–6, 6–3, 5–7, 6–0                           |
| 1913      | Harold Kitson                                     | Harold I. Aitken                                  | 6–1, 6–4, 6–3                                     |
| 1914      | Charles Winslow                                   | George Dodd                                       | 4–6, 7–9, 6–2, 6–3, 6–3                           |
| 1915–1919 | Non tenu en raison de la Première Guerre mondiale | Non tenu en raison de la Première Guerre mondiale | Non tenu en raison de la Première Guerre mondiale |
| 1920      | Brian Norton                                      | Louis Raymond                                     | 1–6, 6–4, 6–4, 6–3                                |
| 1921      | Louis Raymond                                     | Marchant Davies                                   | 6–3, 6–0, 6–1                                     |
| 1922      | Louis Raymond                                     | George Dodd                                       | 6–3, 7–5, 6–2                                     |
| 1923      | Louis Raymond                                     | Jack Condon                                       | 6–3, 7–5, 4–6, 6–2                                |
| 1924      | Louis Raymond                                     | George Dodd                                       | 6–4, 6–0, 3–6, 6–3                                |
| 1925      | Ivie Richardson                                   | Charles Winslow                                   | 7–5, 7–5, 2–6, 4–6, 6–4                           |
| 1926      | Jack Condon                                       | Cecil Blackbeard                                  | 6–0, 6–3, 6–2                                     |
| 1927      | J.C. Guy Eaglestone                               | C.H. Robbs                                        | 8–6, 3–6, 6–2, 6–4                                |
| 1928      | J.C. Guy Eaglestone                               | George Dodd                                       | 6–4, 6–1, 6–4                                     |
| 1929      | Cyril Robbins                                     | George Dodd                                       | 6–1, 6–0, 6–3                                     |
| 1930      | Louis Raymond                                     | Colin J.J. Robbins                                | 6–2, 5–7, 6–3, 6–4                                |
| 1931      | Louis Raymond                                     | Robert H. M. Bertram                              | 6–3, 4–6, 6–4, 6–2                                |
| 1932      | Robert H. M. Bertram                              | Colin J.J. Robbins                                | 2–6, 9–7, 9–7, 6–1                                |
| 1933      | Cyril Robbins                                     | Vernon Kirby                                      | 6–1, 1–6, 4–6, 9–7, 6–4                           |
| 1934      | Norman Farquharson                                | Roy Malcolm                                       | 4–6, 6–2, 6–3, 14–12                              |
| 1935      | Norman Farquharson                                | Vernon Kirby                                      | 6–0, 6–4, 6–1                                     |
| 1936      | Norman Farquharson                                | Robert H. M. Bertram                              | 6–4, 6–4, 1–6, 6–2                                |
| 1937      | Josip Palada                                      | Vernon Kirby                                      | 6–2, 0–6, 4–6, 6–1, 6–3                           |
| 1938      | Norman Farquharson                                | Vernon Kirby                                      | 4–6, 4–6, 7–5, 6–3, 6–0                           |
| 1939      | Eric Sturgess                                     | Eustace Fannin                                    | 6–2, 9–7, 3–6, 6–8, 7–5                           |
| 1940      | Eric Sturgess                                     | Robert H. M. Bertram                              | 6–3, 2–6, 6–0, 6–2                                |
| 1941–1945 | Non tenu en raison de la Seconde Guerre mondiale  | Non tenu en raison de la Seconde Guerre mondiale  | Non tenu en raison de la Seconde Guerre mondiale  |
| 1946      | Eric Sturgess                                     | Norman Farquharson                                | 6–0, 6–2, 6–3                                     |
| 1947      | Eustace Fannin                                    | Eric Sturgess                                     | 6–1, 6–2, 1–6, 0–6, 6–4                           |
| 1948      | Eric Sturgess                                     | Tony Mottram                                      | 6–3, 6–4, 6–8, 6–1                                |
| 1949      | Eric Sturgess                                     | Geoff Brown                                       | 4–6, 6–4, 6–2, 7–5                                |
| 1950      | Eric Sturgess                                     | Arthur Larsen                                     | 6–1, 6–1, 3–6, 6–2                                |
| 1951      | Eric Sturgess                                     | Sydney Levy                                       | 6–3, 6–2, 7–5                                     |
| 1952      | Eric Sturgess                                     | Sydney Levy                                       | 6–2, 6–2, 6–3                                     |
| 1953      | Eric Sturgess                                     | Russell Seymour                                   | 6–1, 6–3, 6–3                                     |
| 1954      | Eric Sturgess                                     | Jaroslav Drobný                                   | 5–7, 6–3, 6–4, 8–6                                |
| 1955      | Russell Seymour                                   | Gordon Forbes                                     | 1–6, 9–7, 6–1, 8–6                                |
| 1956      | Ian Vermaak                                       | Torsten Johansson                                 | 6–2, 4–6, 3–6, 6–3, 8–6                           |
| 1957      | Eric Sturgess                                     | Gaetan Koenig                                     | 9–7, 6–3, 6–1                                     |
| 1958      | Ulf Schmidt                                       | Torben Ulrich                                     | 1–6, 12–10, 6–2, 6–8, 6–2                         |
| 1959      | Gordon Forbes                                     | Ian Vermaak                                       | 6–4, 6–4, 6–2                                     |
| 1960      | Butch Buchholz                                    | Jack Frost                                        | 6–1, 7–5, 6–3                                     |
| 1961      | Gordon Forbes                                     | Julian Mayers                                     | 8–6, 3–6, 3–6, 6–4, 6–4                           |

| No       | Date       | Nom et lieu du tournoi                      | Catégorie           | Dotation       | Surface        | Vainqueur            | Finaliste            | Score                   |                |
| -------- | ---------- | ------------------------------------------- | ------------------- | -------------- | -------------- | -------------------- | -------------------- | ----------------------- | -------------- |
| 1        | 1962       | Johannesbourg Pros, Johannesbourg           | Pro Tour            | NC $           | NC             | Tony Trabert         | Lew Hoad             | 7-5, 6-4, 3-6, 2-6, 6-3 |                |
| 2        | 21-01-1962 | Hulett`s Invitation, Johannesbourg          |                     | NC $           | NC             | Abe Segal            | Mike Sangster        | 6-2, 12-10              |                |
| 3        | 04-02-1963 | Hulett`s Invitation, Johannesbourg          |                     | NC $           | NC             | Gordon Forbes        | Manuel Santana       | 6-4, 1-6, 6-3           |                |
| 4        | 10-10-1963 | Johannesbourg Pros, Johannesbourg           | Pro tour            | NC $           | NC             | Rod Laver            | Mike Davies          | 4-6, 8-6, 6-2           |                |
| 5        | 01-09-1964 | Hulett`s Invitation, Johannesbourg          |                     | NC $           | NC             | Bob Hewitt           | Abe Segal            | 6-3, 2-6, 7-5, 6-2      |                |
| 6        | ??-10-1964 | Johannesbourg Pros, Johannesbourg           | Pro tour            | NC $           | NC             | Rod Laver            | Lew Hoad             | 10-8, 6-3               |                |
| 7        | 1965       | Johannesbourg Pros, Johannesbourg           | Pro tour            | NC $           | NC             | Butch Buchholz       | Ken Rosewall         | 8-6, 6-1                |                |
| 8        | 03-04-1966 | , Johannesbourg                             |                     | NC $           | NC             | Roy Emerson          | Bob Hewitt           | 6-3, 2-6, 3-6, 6-4, 7-5 |                |
| 9        | 12-10-1966 | Johannesbourg Pros, Johannesbourg           | Pro tour            | NC $           | NC             | Rod Laver            | Andrés Gimeno        | 6-4, 6-2                |                |
| 10       | 18-10-1966 | , Johannesbourg                             |                     | NC $           | NC             | Ken Rosewall         | Rod Laver            | 31-26                   |                |
| 11       | 1967       | , Johannesbourg                             |                     | NC $           | NC             | Robert Maud          | Martin Mulligan      | 6-4, 6-4                |                |
| 12       | 13-03-1967 | , Johannesbourg                             |                     | NC $           | NC             | Manuel Santana       | Jan Leschly          | 2-6, 6-2, 4-6, 6-3, 6-4 |                |
| 13       | 19-09-1967 | Johannesbourg Pros, Johannesbourg           | Pro Tour            | NC $           | NC             | Rod Laver            | Ken Rosewall         | 6-1, 8-6                |                |
| 14       | 10-04-1968 | , Johannesbourg                             |                     | NC $           | NC             | Tom Okker            | Marty Riessen        | 12-10, 6-1, 6-4         |                |
| 15       | 02-10-1968 | Johannesbourg WCT, Johannesbourg            |                     | NC $           | NC             | Tony Roche           | Butch Buchholz       | 6-2, 9-7                |                |
| Ère Open |            |                                             |                     |                |                |                      |                      |                         |                |
| 16       | 01-04-1969 | , Johannesbourg                             |                     | 30 000 $       | Dur (ext.)     | Rod Laver            | Tom Okker            | 6-3, 10-8, 6-3          |                |
| 17       | 24-03-1970 | , Johannesbourg                             | Championship Series | NC $           | Dur (ext.)     | Rod Laver            | Frew McMillan        | 4-6, 6-2, 6-1, 6-2      |                |
| 18       | 05-04-1971 | , Johannesbourg                             | Championship Series | NC $           | NC             | Ken Rosewall         | Fred Stolle          | 6-4, 6-0, 6-4           |                |
| 19       | 27-03-1972 | , Johannesbourg                             | Championship Series | NC $           | Dur (ext.)     | Cliff Richey         | Manuel Orantes       | 6-4, 7-5, 3-6, 6-4      |                |
| 20       | 02-12-1972 | , Johannesbourg                             | WCT                 | NC $           | Dur (ext.)     | John Newcombe        | John Alexander       | 6-1, 7-6                |                |
| 21       | 16-04-1973 | Johannesbourg WCT, Johannesbourg            | WCT                 | 50 000 $       | Dur (ext.)     | Brian Gottfried      | Jaime Fillol         | Forfait                 |                |
| 22       | 27-11-1973 | , Johannesbourg                             | Championship Series | NC $           | Dur (ext.)     | Jimmy Connors        | Arthur Ashe          | 6-4, 7-6, 6-3           |                |
| 23       | 15-04-1974 | Johannesbourg WCT, Johannesbourg            | WCT                 | 50 000 $       | Dur (ext.)     | Andrew Pattison      | John Alexander       | 6-3, 7-5                |                |
| 24       | 24-11-1974 | , Johannesbourg                             | Championship Series | NC $           | Dur (ext.)     | Jimmy Connors        | Arthur Ashe          | 7-6, 6-3, 6-1           |                |
| 25       | 11-04-1975 | Johannesbourg WCT, Johannesbourg            | WCT                 | 60 000 $       | Dur (ext.)     | Buster Mottram       | Tom Okker            | 6-4, 6-2                |                |
| 26       | 17-11-1975 | , Johannesbourg                             |                     | NC $           | Dur (ext.)     | Harold Solomon       | Brian Gottfried      | 6-2, 6-4, 5-7, 6-1      |                |
| 27       | 06-04-1976 | Johannesbourg WCT, Johannesbourg            | WCT                 | NC $           | Dur (ext.)     | Onny Parun           | Cliff Drysdale       | 7-6, 6-3                |                |
| 28       | 23-11-1976 | , Johannesbourg                             |                     | 150 000 $      | Dur (ext.)     | Harold Solomon       | Brian Gottfried      | 6-2, 6-7, 6-3, 6-4      |                |
| 29       | 08-03-1977 | , Johannesbourg                             |                     | 150 000 $      | Dur (ext.)     | Björn Borg           | Guillermo Vilas      | Finale non jouée        |                |
| 30       | 28-11-1977 | Johannesbourg WCT, Johannesbourg            |                     | 150 000 $      | Dur (ext.)     | Guillermo Vilas      | Buster Mottram       | 7-6, 6-3, 6-4           |                |
| 31       | 03-04-1978 | , Johannesbourg                             |                     | 75 000 $       | Dur (ext.)     | Cliff Richey         | Colin Dowdeswell     | 6-2, 6-4                |                |
| 32       | 04-12-1978 | , Johannesbourg                             |                     | 175 000 $      | Dur (ext.)     | Tim Gullikson        | Harold Solomon       | 2-6, 7-6, 7-6, 6-7, 6-4 |                |
| 33       | 16-04-1979 | Johannesbourg Open, Johannesbourg           |                     | 75 000 $       | Dur (ext.)     | José Luis Clerc      | Deon Joubert         | 6-2, 6-1                |                |
| 34       | 26-11-1979 | , Johannesbourg                             |                     | 175 000 $      | Dur (ext.)     | Andrew Pattison      | Víctor Pecci         | 2-6, 6-3, 6-2, 6-3      |                |
| 35       | 07-04-1980 | , Johannesbourg                             |                     | 75 000 $       | Dur (ext.)     | Heinz Günthardt      | Victor Amaya         | 6-4, 6-4                |                |
| 36       | 24-11-1980 | , Johannesbourg                             |                     | 175 000 $      | Dur (ext.)     | Kim Warwick          | Fritz Buehning       | 6-2, 6-1, 6-2           |                |
| 37       | 06-04-1981 | , Johannesbourg                             |                     | 75 000 $       | Dur (ext.)     | Kevin Curren         | Bernard Mitton       | 6-4, 6-4                |                |
| 38       | 23-11-1981 | , Johannesbourg                             |                     | 300 000 $      | Dur (ext.)     | Vitas Gerulaitis     | Jeff Borowiak        | 6-4, 7-6, 6-1           |                |
| 39       | 22-11-1982 | South African Open, Johannesbourg           |                     | 300 000 $      | Dur (ext.)     | Vitas Gerulaitis     | Guillermo Vilas      | 7-6, 6-2, 4-6, 7-6      |                |
| 40       | 21-11-1983 | South African Open, Johannesbourg           |                     | 300 000 $      | Dur (ext.)     | Johan Kriek          | Colin Dowdeswell     | 6-4, 4-6, 1-6, 7-5, 6-3 |                |
| 41       | 19-11-1984 | Altech South African Open, Johannesbourg    |                     | 300 000 $      | Dur (ext.)     | Eliot Teltscher      | Vitas Gerulaitis     | 6-3, 6-1, 7-6           |                |
| 42       | 07-10-1985 | Altech South African Open, Johannesbourg    |                     | 210 000 $      | Dur (ext.)     | Matt Anger           | Brad Gilbert         | 6-4, 3-6, 6-3, 6-2      |                |
| 43       | 17-11-1986 | Altech South African Open, Johannesbourg    |                     | 220 000 $      | Dur (int.)     | Amos Mansdorf        | Matt Anger           | 6-3, 3-6, 6-2, 7-5      |                |
| 44       | 16-11-1987 | Altech South African Open, Johannesbourg    |                     | 232 000 $      | Dur (int.)     | Pat Cash             | Brad Gilbert         | 7-6, 4-6, 2-6, 6-0, 6-1 |                |
| 45       | 14-11-1988 | Altech South African Open, Johannesbourg    |                     | 297 500 $      | Dur (int.)     | Jakob Hlasek         | Christo van Rensburg | 6-7, 6-4, 6-1, 7-6      |                |
| 46       | 13-11-1989 | Altech South African Open, Johannesbourg    |                     | 297 500 $      | Dur (int.)     | Christo van Rensburg | Paul Chamberlin      | 6-4, 7-611, 6-3         |                |
|          | 1990-1991  | Pas de tournoi                              | Pas de tournoi      | Pas de tournoi | Pas de tournoi | Pas de tournoi       | Pas de tournoi       | Pas de tournoi          | Pas de tournoi |
| 47       | 30-03-1992 | Panasonic South African Open, Johannesbourg | World Series        | 270 000 $      | Dur (ext.)     | Aaron Krickstein     | Aleksandr Volkov     | 6-4, 6-4                |                |
| 48       | 29-03-1993 | South African Open, Durban                  | World Series        | 275 000 $      | Dur (ext.)     | Aaron Krickstein     | Grant Stafford       | 6-3, 7-6                |                |
| 49       | 28-03-1994 | South African Open, Sun City                | World Series        | 288 750 $      | Dur (ext.)     | Markus Zoecke        | Hendrik Dreekmann    | 6-4, 6-1                |                |
| 50       | 03-04-1995 | South African Open, Johannesbourg           | World Series        | 303 000 $      | Dur (ext.)     | Martin Sinner        | Guillaume Raoux      | 6-1, 6-4                | Tableau        |
|          | 1996-2008  | Pas de tournoi                              | Pas de tournoi      | Pas de tournoi | Pas de tournoi | Pas de tournoi       | Pas de tournoi       | Pas de tournoi          | Pas de tournoi |
| 51       | 02-02-2009 | SA Tennis Open, Johannesbourg               | ATP 250             | 442 500 $      | Dur (ext.)     | Jo-Wilfried Tsonga   | Jérémy Chardy        | 6-4, 7-65               | Tableau        |
| 52       | 01-02-2010 | SA Tennis Open, Johannesbourg               | ATP 250             | 442 500 $      | Dur (ext.)     | Feliciano López      | Stéphane Robert      | 7-5, 6-1                | Tableau        |
| 53       | 31-01-2011 | SA Tennis Open, Johannesbourg               | ATP 250             | 442 500 $      | Dur (ext.)     | Kevin Anderson       | Somdev Devvarman     | 4-6, 6-3, 6-2           | Tableau        |

### Double
| No | Date       | Nom et lieu du tournoi                      | Catégorie      | Dotation       | Surface        | Vainqueurs                            | Finalistes                        | Score                     |                |
| -- | ---------- | ------------------------------------------- | -------------- | -------------- | -------------- | ------------------------------------- | --------------------------------- | ------------------------- | -------------- |
| 1  | 01-04-1969 | , Johannesbourg                             |                | 30 000 $       | Dur (ext.)     | Pancho Gonzales Raymond Moore         | Bob Hewitt Frew McMillan          | 6-3, 6-4, 1-6, 6-3        |                |
| 2  | 27-03-1972 | , Johannesbourg                             |                | NC $           | Dur (ext.)     | Bob Hewitt Frew McMillan              | Georges Goven Raymond Moore       | 6-2, 6-2, 6-4             |                |
| 3  | 02-12-1972 | , Johannesbourg                             |                | NC $           | Dur (ext.)     | John Newcombe Fred Stolle             | Terry Addison Robert Carmichael   | 6-3, 6-4                  |                |
| 4  | 16-04-1973 | Johannesbourg WCT, Johannesbourg            |                | 50 000 $       | Dur (ext.)     | Robert Lutz Stan Smith                | Frew McMillan Allan Stone         | 6-1, 6-4, 6-4             |                |
| 5  | 27-11-1973 | , Johannesbourg                             |                | NC $           | Dur (ext.)     | Arthur Ashe Tom Okker                 | Lew Hoad Robert Maud              | 6-2, 4-6, 6-2, 6-4        |                |
| 6  | 15-04-1974 | Johannesbourg WCT, Johannesbourg            |                | 50 000 $       | Dur (ext.)     | Bob Hewitt Frew McMillan              | Jim McManus Andrew Pattison       | 6-2, 6-4, 7-6             |                |
| 7  | 25-11-1974 | , Johannesbourg                             |                | NC $           | NC             | Bob Hewitt Frew McMillan              | Tom Okker Marty Riessen           | 7-6, 6-4, 6-3             |                |
| 8  | 11-04-1975 | Johannesbourg WCT, Johannesbourg            |                | 60 000 $       | Dur (ext.)     | Arthur Ashe Tom Okker                 | Bob Hewitt Frew McMillan          | 6-3, 6-2                  |                |
| 9  | 17-11-1975 | , Johannesbourg                             |                | NC $           | Dur (ext.)     |                                       |                                   | NC                        |                |
| 10 | 05-04-1976 | , Johannesbourg                             |                | NC $           | NC             | Marty Riessen Roscoe Tanner           | Frew McMillan Tom Okker           | 6-2, 7-5                  |                |
| 11 | 22-11-1976 | , Johannesbourg                             |                | NC $           | NC             | Brian Gottfried Sherwood Stewart      | Juan Gisbert Stan Smith           | 1-6, 6-1, 6-2, 7-6        |                |
| 12 | 07-03-1977 | , Johannesbourg                             |                | NC $           | NC             | Bob Hewitt Frew McMillan              | Charlie Pasarell Erik van Dillen  | 6-2, 6-0                  |                |
| 13 | 28-11-1977 | Johannesbourg WCT, Johannesbourg            |                | 150 000 $      | Dur (ext.)     | Robert Lutz Stan Smith                | Peter Fleming Raymond Moore       | 6-3, 7-5, 6-7, 7-6        |                |
| 14 | 03-04-1978 | , Johannesbourg                             |                | 75 000 $       | Dur (ext.)     | Bob Hewitt Frew McMillan              | Colin Dibley Geoff Masters        | 7-5, 7-6                  |                |
| 15 | 04-12-1978 | , Johannesbourg                             |                | 175 000 $      | Dur (ext.)     | Peter Fleming Raymond Moore           | Bob Hewitt Frew McMillan          | 6-3, 7-6                  |                |
| 16 | 16-04-1979 | Johannesbourg Open, Johannesbourg           |                | 75 000 $       | Dur (ext.)     | Colin Dowdeswell Heinz Günthardt      | Raymond Moore Ilie Năstase        | 6-3, 7-6                  |                |
| 17 | 26-11-1979 | , Johannesbourg                             |                | 175 000 $      | Dur (ext.)     | Bob Hewitt Frew McMillan              | Mike Cahill Buster Mottram        | 1-6, 6-1, 6-4             |                |
| 18 | 07-04-1980 | , Johannesbourg                             |                | 75 000 $       | Dur (ext.)     | Bob Hewitt Frew McMillan              | Colin Dowdeswell Heinz Günthardt  | 6-4, 6-3                  |                |
| 19 | 24-11-1980 | , Johannesbourg                             |                | 175 000 $      | Dur (ext.)     | Robert Lutz Stan Smith                | Heinz Günthardt Paul McNamee      | 6-7, 6-3, 6-4             |                |
| 20 | 06-04-1981 | , Johannesbourg                             |                | 75 000 $       | Dur (ext.)     | Bernard Mitton Raymond Moore          | Shlomo Glickstein David Schneider | 7-5, 3-6, 6-1             |                |
| 21 | 23-11-1981 | , Johannesbourg                             |                | 300 000 $      | Dur (ext.)     | Terry Moor John Yuill                 | Fritz Buehning Russell Simpson    | 6-3, 5-7, 6-4, 6-7, 12-10 |                |
| 22 | 22-11-1982 | South African Open, Johannesbourg           |                | 300 000 $      | Dur (ext.)     | Brian Gottfried Frew McMillan         | Shlomo Glickstein Andrew Pattison | 6-2, 6-2                  |                |
| 23 | 21-11-1983 | South African Open, Johannesbourg           |                | 300 000 $      | Dur (ext.)     | Steve Meister Brian Teacher           | Andrés Gómez Sherwood Stewart     | 6-7, 7-6, 6-2             |                |
| 24 | 19-11-1984 | Altech South African Open, Johannesbourg    |                | 300 000 $      | Dur (ext.)     | Tracy Delatte Francisco González      | Steve Meister Eliot Teltscher     | 7-6, 6-1                  |                |
| 25 | 07-10-1985 | Altech South African Open, Johannesbourg    |                | 210 000 $      | Dur (ext.)     | Colin Dowdeswell Christo van Rensburg | Amos Mansdorf Shahar Perkiss      | 3-6, 7-6, 6-4             |                |
| 26 | 17-11-1986 | Altech South African Open, Johannesbourg    |                | 220 000 $      | Dur (int.)     | Mike De Palmer Christo van Rensburg   | Andrés Gómez Sherwood Stewart     | 3-6, 6-2, 7-6             |                |
| 27 | 16-11-1987 | Altech South African Open, Johannesbourg    |                | 232 000 $      | Dur (int.)     | Kevin Curren David Pate               | Eric Korita Brad Pearce           | 6-4, 6-4                  |                |
| 28 | 14-11-1988 | Altech South African Open, Johannesbourg    |                | 297 500 $      | Dur (int.)     | Kevin Curren David Pate               | Gary Muller Tim Wilkison          | 7-6, 6-4                  |                |
| 29 | 13-11-1989 | Altech South African Open, Johannesbourg    |                | 297 500 $      | Dur (int.)     | Luke Jensen Richey Reneberg           | Kelly Jones Joey Rive             | 6-0, 6-4                  |                |
|    | 1990-1991  | Pas de tournoi                              | Pas de tournoi | Pas de tournoi | Pas de tournoi | Pas de tournoi                        | Pas de tournoi                    | Pas de tournoi            | Pas de tournoi |
| 30 | 30-03-1992 | Panasonic South African Open, Johannesbourg | World Series   | 270 000 $      | Dur (ext.)     | Pieter Aldrich Danie Visser           | Wayne Ferreira Piet Norval        | 6-4, 6-4                  |                |
| 31 | 29-03-1993 | South African Open, Durban                  | World Series   | 275 000 $      | Dur (ext.)     | Lan Bale Byron Black                  | Johan de Beer Marcos Ondruska     | 7-6, 6-2                  |                |
| 32 | 28-03-1994 | South African Open, Sun City                | World Series   | 288 750 $      | Dur (ext.)     | Marius Barnard Brent Haygarth         | Ellis Ferreira Grant Stafford     | 6-3, 7-5                  |                |
| 33 | 03-04-1995 | South African Open, Johannesbourg           | World Series   | 303 000 $      | Dur (ext.)     | Rodolphe Gilbert Guillaume Raoux      | Martin Sinner Joost Winnink       | 6-4, 3-6, 6-3             | Tableau        |
|    | 1996-2008  | Pas de tournoi                              | Pas de tournoi | Pas de tournoi | Pas de tournoi | Pas de tournoi                        | Pas de tournoi                    | Pas de tournoi            | Pas de tournoi |
| 34 | 02-02-2009 | SA Tennis Open, Johannesbourg               | ATP 250        | 442 500 $      | Dur (ext.)     | James Cerretani Dick Norman           | Rik De Voest Ashley Fisher        | 67-7, 6-2, [14-12]        | Tableau        |
| 35 | 01-02-2010 | SA Tennis Open, Johannesbourg               | ATP 250        | 442 500 $      | Dur (ext.)     | Rohan Bopanna Aisam-Ul-Haq Qureshi    | Karol Beck Harel Levy             | 2-6, 6-3, [10-5]          | Tableau        |
| 36 | 31-01-2011 | SA Tennis Open, Johannesbourg               | ATP 250        | 442 500 $      | Dur (ext.)     | James Cerretani Adil Shamasdin        | Scott Lipsky Rajeev Ram           | 6-3, 3-6, [10-7]          | Tableau        |

## Palmarès mixte
| No       | Date       | Nom et lieu du tournoi                     | Catégorie | Dotation | Surface    | Vainqueures                        | Finalistes                      | Score         |         |
| -------- | ---------- | ------------------------------------------ | --------- | -------- | ---------- | ---------------------------------- | ------------------------------- | ------------- | ------- |
| 1        | 28-03-1966 | South African Championships Johannesbourg  |           | NC       | Dur (ext.) | Margaret Smith Fred Stolle         | Billie Jean King Frew McMillan  | 6-4, 7-5      | Tableau |
| 2        | 01-04-1968 | South African Open Johannesbourg           |           | NC       | Dur (ext.) | Pat Walkden Marty Riessen          | Margaret Smith Court Bob Hewitt | 6-8, 6-4, 6-4 | Tableau |
| Ère Open |            |                                            |           |          |            |                                    |                                 |               |         |
| 3        | 22-03-1970 | South African Breweries Open Johannesbourg |           | 45 000 $ | Dur (ext.) | Margaret Smith Court Marty Riessen | Pat Walkden Frew McMillan       | 7-5, 3-6, 7-5 | Tableau |
| 4        | 05-04-1971 | South African Open Johannesbourg           |           | NC       | Dur (ext.) | Margaret Smith Court Fred Stolle   | Pat Walkden Ray Ruffels         | 6-3, 7-6      | Tableau |
| 5        | 20-11-1973 | South African Open Johannesbourg           |           | NC       | Dur (ext.) | Evonne Goolagong Jürgen Fassbender | Ilana Kloss Bernard Mitton      | 6-3, 6-2      | Tableau |
| 6        | 14-11-1974 | South African Open Johannesbourg           |           | NC       | Dur (ext.) | Margaret Smith Court Marty Riessen | Ilana Kloss Jürgen Fassbender   | 6-0, 6-2      | Tableau |